# Wapen van Haaksbergen

Het wapen van de gemeente Haaksbergen

Het wapen van Haaksbergen is het gemeentelijke wapen van de Overijsselse gemeente Haaksbergen. Het wapen werd met het Koninklijk Besluit op 5 januari 1948 aan de gemeente verleend. De omschrijving luidt:
"In keel een omgekeerd pentagram van goud. Het schild gedekt met een gouden kroon van drie bladeren en twee paarlen."

## Geschiedenis
Het wapen is mogelijk van oudere datum. Oudere afbeeldingen zijn bekend van de twee uit 1737 stammende klokken van de Pancratiuskerk, die in 1907 werden vervangen. De ster bestond destijds uit een pentagram met ronde punten. Op een oud erf in Langelo werd een zaadschepel met een ijkmerk gevonden, op de schepel staat het jaartal 1788 met daarin een vijfpuntige ster. In de Statenzaal van het voormalige gouvernementsgebouw van de Provincie Overijssel te Zwolle wordt het wapen met een zilveren schild en een blauwe ster weergegeven.
Op 14 november 1898 werd een wapen aan de gemeente bevestigd met de volgende beschrijving:
"In keel een omgekeerde vijfpuntige ster van goud."
Op 5 januari 1948 werd het wapen bij Koninklijk Besluit gewijzigd, het schild werd gekroond met een gravenkroon en de ster werd een omgekeerde pentagram. Het pentagram zou een voorstelling kunnen zijn van de marken Haaksbergen-Honesch die rond 1800 verenigd werden tot één marke met daaromheen de marken Buurse, Langelo, Brammelo, Boekelo, en Holthuizen-Stepelo-Eppenzolder, die ook in die periode werden verenigd.

## Afbeeldingen

Het "wapen" van 1737
Het wapen van 1898
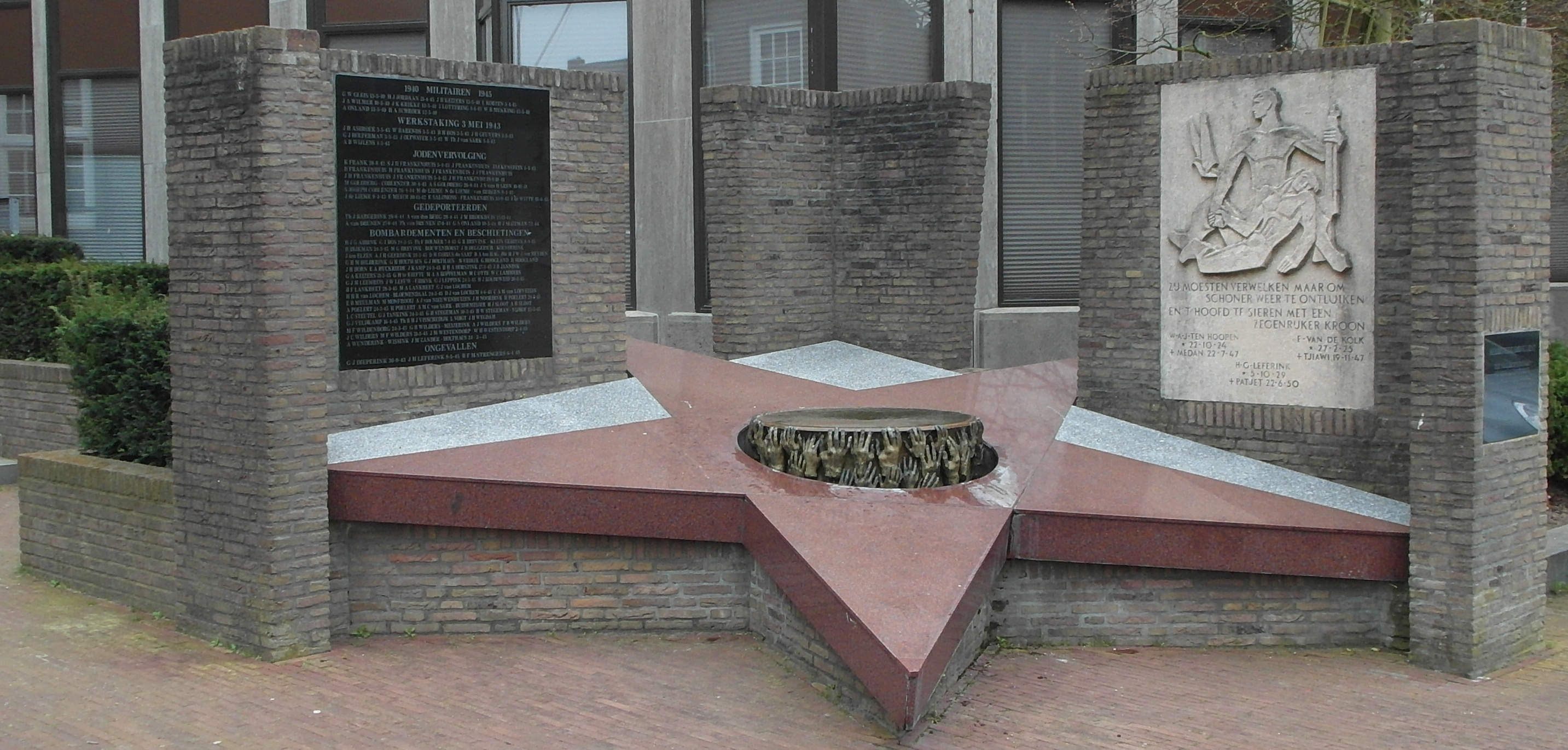
De ster op het herdenkingsmonument